# Eupithecia japonica
Eupithecia japonica là một loài bướm đêm trong họ Geometridae.